# Кічук Надія Василівна
Надія Василівна Кічук (нар. 27 березня 1952, Суворове, нині Ізмаїльського району, Одеської області) — українська науковиця і педагогиня. Докторка педагогічних наук (1993), професорка (1994).

## Життєпис
У 1974 році закінчила Ізмаїльський педагогічний інститут.
З 1974 працює в Ізмаїльському педагогічному інституті (нині Ізмаїльський державний гуманітарний університет):
- від 1981 — завідувач кафедри педагогіки і методики початкового навчання,
- від 1996 — декан педагогічного факультету,
- від 2002 — завідувач кафедри загальної та соціальної педагогіки.

Досліджує проблеми формування творчої особистості фахівця в умовах вищої педагогічної школи.
Під її науковим керівництвом захищено 3 докторські та 17 кандидатських дисертацій.
Син: доктор педагогічних наук, професор Кічук Ярослав Валерійович (нар. 1975) — український науковець, громадський діяч і політик, ректор Ізмаїльського державного гуманітарного університету.

## Громадська діяльність
Є дійсним членом Міжнародної академії педагогічних і соціальних наук (з 1997), академіком Академії вищої школи України (2014).

## Праці
Авторка понад 200 наукових праць, серед яких індивідуальна та 4 колективні монографії, 6 навчальних посібників. Окремі праці:
- Формування творчої особистості вчителя. — К., 1990;
- Від творчості вчителя до творчості учня: Навчальний посібник. — Ізмаїл, 1996;
- Педагогічна творчість: методологія, теорії, технології. — К., 2005 (співавт.);
- Компетентність саморозвитку фахівця: педагогічні засади формування у вищій школі. Ізмаїл, 2007 (співавт.);
- Проблеми застосування компетентнісного підходу у вищій технічній школі // Вісн. Черкас. ун-ту. — Сер. Пед. науки. — 2010. — Вип. 179.

## Відзнаки
- медаль А. С. Макаренка;
- почесні грамоти МОН України, Південного Центру НАПН України, голови Одеської облдержадміністрації, Голови Ради ректорів ВНЗ Одеського регіону та мерії м. Ізмаїл;
- «Жінка — 2006» (американський Інститут біографії);
- «Успішна жінка-2015».